# Jenolidia inflata
Jenolidia inflata är en insektsart som beskrevs av Nielson 1982. Jenolidia inflata ingår i släktet Jenolidia och familjen dvärgstritar. Inga underarter finns listade i Catalogue of Life.